# 八房
八房（やふさ）は、鹿児島県いちき串木野市の町。郵便番号は896-0056。人口は450人、世帯数は204世帯（2020年10月1日現在）。

## 地理
いちき串木野市の中部、八房川下流域に位置する。町域の北方には照島、東方には海瀬、南方には湊町、西方には別府にそれぞれ接している。
町域の西端を九州旅客鉄道の鹿児島本線が南北に通る。町域の中部には鹿児島県立串木野養護学校が設置されている。

### 河川
- 八房川

### 池
- 床虫堀池[5]

## 歴史
2011年（平成23年）10月11日にいちき串木野市が実施した町名等整理事業により大字下名の字潟平、東建岩平、久保山の一部、愛宕段、西愛宕平、上土井付、中土井付、東土井付、立石ノ後、立石、床虫堀、庵ノ上、打越、中尾、田中尾、下土井付、草道平、横井場、永尾段、硯河、加治屋平、大宮田、所崎、庵ノ下、八房、西外堀の一部、東外堀、堀田の一部、犬ケ原の一部、出ル葉の一部の区域よりいちき串木野市の町「八房」として設置された。

### 町域の変遷
| 変更後       | 変更年             | 変更前           |
| ------------ | ------------------ | ---------------- |
| 八房（新設） | 2011年（平成23年） | 大字下名（一部） |

## 施設

### 教育
- 鹿児島県立串木野特別支援学校[8]
1973年（昭和48年）に「鹿児島県立第二養護学校」として設置され、1975年（昭和50年）に鹿児島県立串木野養護学校に改称した[9]。

### 寺社
- 八房神社

## 人口
以下の表は国勢調査による小地域集計の人口推移である。
| 年                 | 人口 |
| ------------------ | ---- |
| 2015年（平成27年） | 512  |
| 2020年（令和2年）  | 450  |

## 教育

### 小・中学校の学区
市立小・中学校に通う場合、学区（校区）は以下の通りとなる。
| 町丁 | 地区 | 小学校                     | 中学校                       |
| ---- | ---- | -------------------------- | ---------------------------- |
| 八房 | 全域 | いちき串木野市立照島小学校 | いちき串木野市立串木野中学校 |

## 交通

### 道路
- 国道3号（南九州西回り自動車道川内道路）

### 鉄道
- 九州旅客鉄道鹿児島本線